# Лефэ, Мишель
Мишель Лефэ (фр. Michel Lefait) — французский политик, бывший депутат Национального собрания Франции.

## Биография
Родился 20 мая 1946 г. в Блендеке (департамент Па-де-Кале). Член Социалистической партии. По профессии — профессор колледжа.
В июне 1997 года впервые был избран депутатом Национального собрания Франции от 8-го избирательного округа департамента Па-де-Кале. После этого еще трижды переизбирался депутатом, в том числе на выборах в Национальное собрание 2012 г., где одержал победу в 2-м туре голосования, получив 65,64 голосов.

## Политическая карьера
27.03.1977 - 18.03.2001 — мэр города Арк 

10.03.1985 - 28.03.1992 — член Генерального совета департамента Па-де-Кале 

29.03.1992 - 29.03.2015 — вице-президент Генерального совета департамента Па-де-Кале 

12.06.1997 - 20.06.2017 — депутат Национального собрания Франции от 8-го избирательного округа департамента Па-де-Кале